# James Wishart
James Wishart (1659-1723) fue un almirante británico y miembro del Parlamento por el partido tory.

## Biografía
De joven se unió a la marina holandesa y regresó a Inglaterra con las tropas de Guillermo de Orange donde fue nombrado capitán del navío Perla en 1689 y después del navío María Galera. A bordo del navío Swiftsure se convirtió en un favorito del almirante Sir James Rooke, quien le nombró capitán de bandera en 1695 en el recientemente rebautizado navío Queen. Durante la Guerra de Sucesión Española sirvió en la batalla de Cádiz y en la de la bahía de Vigo en 1702.
En 1704 participó en la toma de Gibraltar y ese mismo año fue ascendido a contralmirante concediéndosele también el título de caballero. Pero el éxito fue de corta duración dado que al año siguiente tanto James Rooke com Wishart fueron destituidos. No fue hasta 1710 con la subida al poder del partido tory cuando su carrera avanzó convirtiéndose en miembro del almirantazgo.
En 1711, a pesar de haber sido derrotado en su condado electoral de Portsmouth, solicitó plaza en el Parlamento. En 1713 se le nombra comandante en jefe de la escuadra del Mediterráneo en sustitución de Sir John Jennings pero tras la muerte de la reina Ana de Gran Bretaña y el acceso al poder del partido whig con el nuevo rey Jorge I fue destituido. Murió sin hijos el 30 de mayo de 1723. 